# Superpotenziale di Komar
In relatività generale, si definisce superpotenziale di Komar, relativo alla lagrangiana invariante di Einstein-Hilbert {\displaystyle {\mathcal {L}}_{\mathrm {G} }={1 \over 2\kappa }R{\sqrt {-g}}\,\mathrm {d} ^{4}x}, la densità tensoriale espressa dall'equazione:
{\displaystyle U^{\alpha \beta }({{\mathcal {L}}_{\mathrm {G} }},\xi )={{\sqrt {-g}} \over {\kappa }}\nabla ^{[\beta }\xi ^{\alpha ]}={{\sqrt {-g}} \over {2\kappa }}(g^{\beta \sigma }\nabla _{\sigma }\xi ^{\alpha }-g^{\alpha \sigma }\nabla _{\sigma }\xi ^{\beta })\,,}
per ogni campo vettoriale {\displaystyle \xi =\xi ^{\rho }\partial _{\rho }}, e dove il simbolo {\displaystyle \nabla _{\sigma }} indica la derivata covariante rispetto alla connessione di Levi Civita.
La 2-forma di Komar:
{\displaystyle {\mathcal {U}}({{\mathcal {L}}_{\mathrm {G} }},\xi )={1 \over 2}U^{\alpha \beta }({{\mathcal {L}}_{\mathrm {G} }},\xi )\mathrm {d} x_{\alpha \beta }={1 \over {2\kappa }}\nabla ^{[\beta }\xi ^{\alpha ]}{\sqrt {-g}}\,\mathrm {d} x_{\alpha \beta }\,,}
dove con {\displaystyle \mathrm {d} x_{\alpha \beta }=\iota _{\partial {\alpha }}\mathrm {d} x_{\beta }=\iota _{\partial {\alpha }}\iota _{\partial {\beta }}\mathrm {d} ^{4}x} si denota il prodotto interno tra un vettore e una forma differenziale, fu originariamente definita solo nel caso in cui il campo vettoriale {\displaystyle \xi } è un campo vettoriale di Killing di tipo tempo.
Il superpotenziale di Komar è affetto dal problema del fattore anomalo: se lo si utilizza calcolandolo, per esempio, nel caso della metrica di Kerr-Newman, esso fornisce il valore corretto del momento angolare, ma solo la metà della massa prevista.